# Шатонеф на Лоари
Шатонеф на Лоари (фр. Châteauneuf-sur-Loire), у преводу „нови дворац на Лоари“, је насеље и општина у централној Француској у региону Центар (регион), у департману Лоаре која припада префектури Орлеан.
По подацима из 2011. године у општини је живело 7947 становника, а густина насељености је износила 198,63 становника/km². Општина се простире на површини од 40,01 km². Налази се на средњој надморској висини од 135 метара (максималној 131 m, а минималној 100 m).

## Демографија
| 1962. | 1968. | 1975. | 1982. | 1990. | 1999. | 2011. |
| ----- | ----- | ----- | ----- | ----- | ----- | ----- |
| 4.350 | 4.850 | 5.528 | 5.998 | 6.558 | 7.032 | 7.947 |

График промене броја становника у току последњих година